# Guest Wife
Guest Wife is een Amerikaanse filmkomedie uit 1945 onder regie van Sam Wood. Destijds werd de film in Nederland uitgebracht onder de titel De vrouw van mijnheer.

## Verhaal
Een journalist heeft een vrouw nodig om zijn uitgever in de maling te nemen. Hij overtuigt een getrouwde vrouw om die rol te spelen. Haar man is echter niet ingelicht over hun bezigheden en wanneer ze zich allemaal in dezelfde woning bevinden, leidt dat tot misverstanden.

## Rolverdeling
| Acteur            | Personage                   |
| ----------------- | --------------------------- |
| Claudette Colbert | Mary Price                  |
| Don Ameche        | Joseph Jefferson Parker     |
| Dick Foran        | Christopher Price           |
| Charles Dingle    | Arthur Truesdale Worth      |
| Grant Mitchell    | Privédetective              |
| Wilma Francis     | Susy                        |
| Chester Clute     | Urban Nichols               |
| Irving Bacon      | Bemoeizuchtige stationschef |
| Hal K. Dawson     | Dennis                      |
| Edward Fielding   | Arnold                      |